# Huastecas

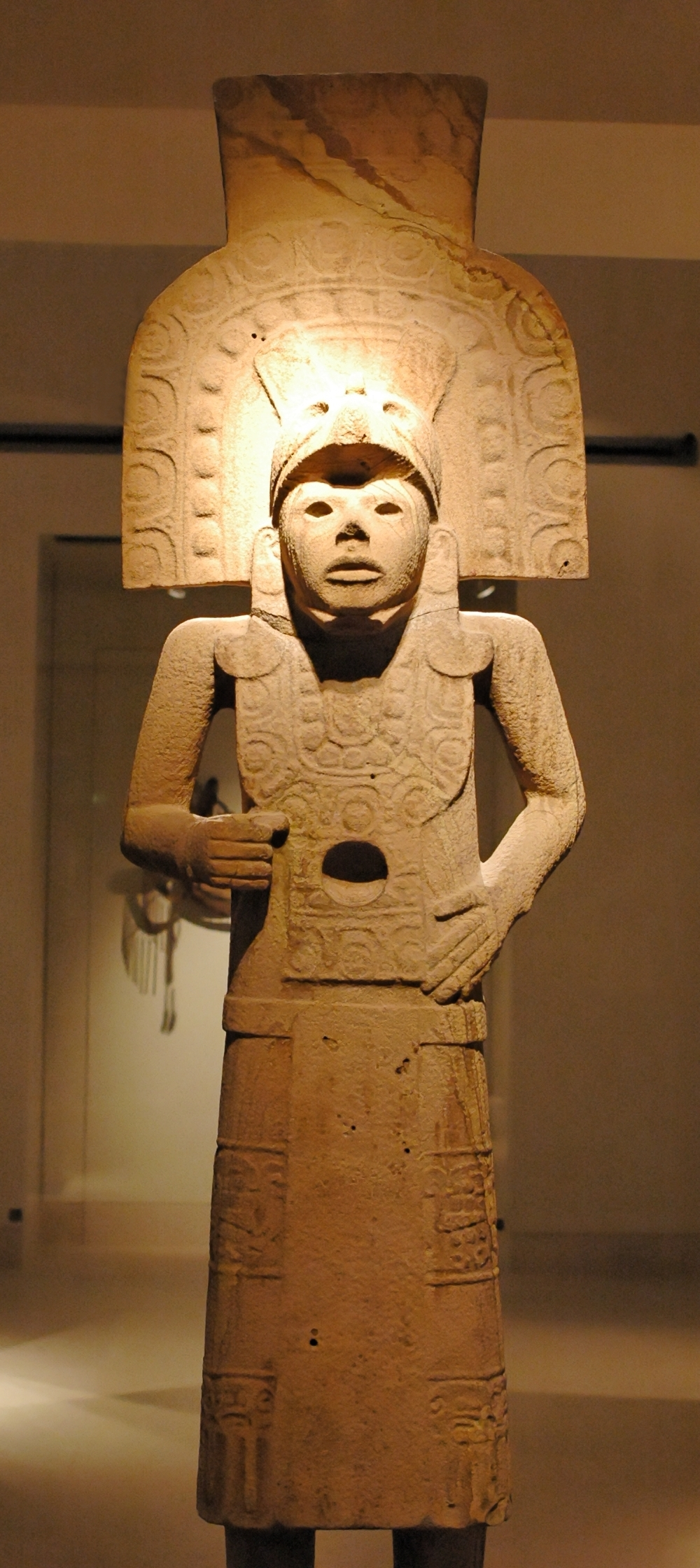
Estátua huasteca da região de Tampico, séculos XIV-XVI

Os huastecas, huaxtecas ou huastecos, são um povo nativo do México, historicamente baseados nos estados mexicanos de Hidalgo, San Luis Potosí, Veracruz e Tamaulipas, concentrando-se ao longo do Rio Pánuco e da costa do Golfo do México. Os huastecas autodenominam-se Teenek. Falam huasteco, uma língua da família maia.
A antiga cultura huasteca é uma das culturas pré-hispânicas da Mesoamérica. A partir das provas arqueológicas conhecidas, pensa-se que as suas origens remontem a 1000 a.C., apesar de o seu período civilizacional mais produtivo ser geralmente considerado como tendo ocorrido durante o período pós-clássico mesoamericano, entre o declínio de Teotihuacan e o aparecimento do império asteca. Os huastecas pré-colombianos construíram templos em pirâmides, esculpiram estátuas e produziram cerâmica ricamente decorada. 
A cultura huasteca foge à regra na medida em que foi uma das poucas culturas que atingiu o grau de civilização e construiu cidades, mas que, ainda assim, geralmente não usava roupas. Eram admirados pelos outros povos mesoamericanos pelas suas capacidades musicais.
Cerca de 1450, os huastecas foram derrotados pelos astecas, sob a liderança de Moctezuma I; a partir de então, os huastecas pagaram tributos aos astecas, mas mantiveram em grande medida a sua auto-governação ao nível local.
Foram dominados pelos conquistadores espanhois entre 1519 e 1530. Com a imposição da fé católica, tiveram que passar a usar vestuário.